# 867

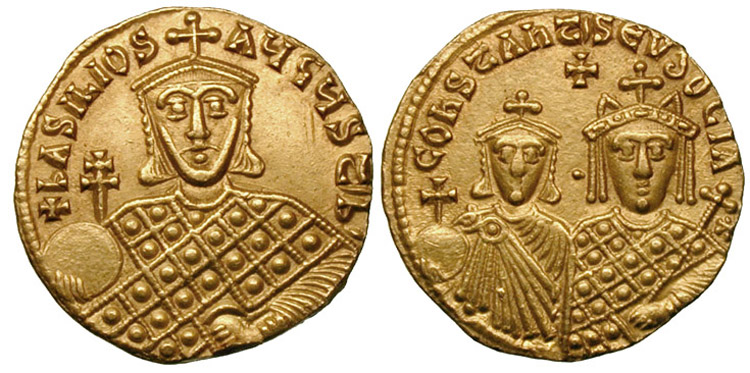
Keizer Basileios I (links) wordt heerser over het Byzantijnse Rijk.

Het jaar 867 is het 67e jaar in de 9e eeuw volgens de christelijke jaartelling.

## Gebeurtenissen

### Byzantijnse Rijk
- 24 september - Keizer Michaël III wordt door een complot in opdracht van medekeizer Basileios I (een van zijn vertrouwelingen) vermoord. Hij laat zichzelf tot keizer (basileus) uitroepen van het Byzantijnse Rijk en sticht de Macedonische dynastie. Basileios laat de Byzantijnse vloot en het leger reorganiseren.

### Brittannië
- 21 maart - Een Angelsaksisch leger onder aanvoering van koning Ælle van Northumbria probeert tevergeefs de stad York te heroveren. Hij wordt door de Vikingen gevangengenomen en in het openbaar op bevel van de Viking hoofdman Ivar Ragnarsson geëxecuteerd. (Volgens een saga met de Bloedarend.)
- Zomer - Het Grote Deense leger onder leiding van Halfdan Ragnarsson verovert Deira en verwoest Whitby Abbey (gelegen in Northumbria).

### Europa
- Koning Karel de Kale benoemt zijn oudste zoon Lodewijk de Stamelaar tot heerser van Aquitanië. De meeste bevoegdheden worden aan andere Frankische edelen gegeven.
- Koning Lotharius II benoemt zijn enige zoon Hugo tot hertog van de Elzas (gelegen ten oosten van het huidige Frankrijk).
- Viking hoofdman Rorik wordt bij een opstand van de Cokingi (mogelijk Oostergo)[1] uit (een deel van) Frisia verdreven.

## Religie
- Photius I maakt de Orthodoxe Kerk los van Rome. Hierdoor ontstaat opnieuw een schisma met het Westen. Kort daarna wordt Photius afgezet als patriarch van Constantinopel.
- 13 november - Paus Nicolaas I overlijdt na een pontificaat van 9 jaar. Hij wordt opgevolgd door Adrianus II (ofwel Hadrianus II) als de 106e paus van de Katholieke Kerk.

## Geboren
- 10 juni - Uda, keizer van Japan (overleden 931)
- Prvoslav, Servisch grootžupan (waarschijnlijke datum)
- Zhao Zong, keizer van het Chinese Keizerrijk (overleden 904)

## Overleden
- 21 maart - Ælle, koning van Northumbria
- 13 september - Nicolaas I, paus van de Katholieke Kerk
- 24 september - Michaël III (27), Byzantijns keizer
- Galindo I Aznárez, Frankisch markgraaf
- Ingeltrude van Friuli (31), Frankisch edelvrouw
- Theodora II, Byzantijns keizerin (waarschijnlijke datum)